# A Nazionale 1968-1969
La A Nazionale 1968-1969 è stata la 29ª edizione del massimo campionato greco di pallacanestro maschile. La vittoria finale è stata ad appannaggio del Panathīnaïkos.

## Risultati

### Stagione regolare
|     | Squadra           | G  | V  | P  | PF | PS | Pt. | Qualificazione            |
| --- | ----------------- | -- | -- | -- | -- | -- | --- | ------------------------- |
| 1.  | Panathīnaïkos     | 22 | 20 | 2  |    |    | 42  | spareggio                 |
| 2.  | AEK Atene         | 22 | 20 | 2  |    |    | 42  | spareggio                 |
| 3.  | Pagrati Atene     | 22 | 15 | 7  |    |    | 37  |                           |
| 4.  | Aris Salonicco    | 22 | 14 | 8  |    |    | 36  |                           |
| 5.  | Olympiakos        | 22 | 13 | 9  |    |    | 34  |                           |
| 6.  | Sporting Atene    | 22 | 11 | 11 |    |    | 33  |                           |
| 7.  | Panellīnios       | 22 | 9  | 13 |    |    | 30  |                           |
| 8.  | Īraklīs Salonicco | 22 | 8  | 14 |    |    | 30  |                           |
| 9.  | PAOK Salonicco    | 22 | 7  | 15 |    |    | 294 |                           |
| 10. | Paniōnios         | 22 | 6  | 16 |    |    | 28  |                           |
| 11. | Amintas           | 22 | 5  | 17 |    |    | 27  | retrocesse in B Nazionale |
| 12. | Near East         | 22 | 4  | 18 |    |    | 26  | retrocesse in B Nazionale |

### Finale per il titolo
| Squadra 1     | Risultato     | Squadra 2 |
| ------------- | ------------- | --------- |
| Panathīnaïkos | 85 - 80 (dts) | AEK Atene |

| A Nazionale 1968-1969   |
| ----------------------- |
| Panathīnaïkos 9º titolo |

## Formazione vincitrice
| N° | Naz.                   | Ruolo | Sportivo              |  | Alt. |  |
| -- | ---------------------- | ----- | --------------------- |  | ---- |  |
|    | Grecia (bandiera)      | AG    | Giōrgos Kolokythas    |  |      |  |
|    | Grecia (bandiera)      | P     | Kōstas Politīs        |  |      |  |
|    | Grecia (bandiera)      |       | Chrīstos Iordanidīs   |  |      |  |
|    | Grecia (bandiera)      |       | Petros Panagiōtarakos |  |      |  |
|    | Grecia (bandiera)      |       | Thanasīs Peppas       |  |      |  |
|    | Grecia (bandiera)      |       | Andreas Chaikalīs     |  |      |  |
|    | Stati Uniti (bandiera) |       | Craig Greenwood       |  |      |  |
|    | Grecia (bandiera)      |       | Takīs Korōnaios       |  |      |  |
|    | Grecia (bandiera)      | All.  | Kōstas Mourouzīs      |  |      |  |